# Alfredo Siniscalchi
Alfredo Siniscalchi (Napoli, 22 febbraio 1885 – Roma, 3 marzo 1954) è stato un funzionario italiano.

## Biografia
Si laurea a Portici presso la Scuola Superiore di Agricoltura e, dopo un corso di specializzazione per dottori in agraria, entra in pianta stabile come sottoispettore forestale al ministero dell'agricoltura.
Nel 1913, inserito nel nuovo Ministero delle colonie, soprintende all'organizzazione della commissione di studi sull'agricoltura della Tripolitania.
Nel dicembre 1916 è inviato a Tripoli in qualità di segretario del Governatore Vittorio Menzinger, ruolo che ricopre fino all'estate 1919, quando è inviato prima a Bengasi per incarichi di dirigente e quindi, nel novembre 1922, a Derna con qualifica di Commissario di Governo.
Trasferito di nuovo a Tripoli nel 1927, ricopre l'incarico di Direttore Coloniale dell'Agricoltura, impegnativa mansione espletata per oltre sei anni.
Nel 1934 è inviato a Bengasi con il ruolo di Podestà e nel 1935 all'Asmara, in Eritrea, per essere assegnato al Gabinetto dell'Alto Commissario Pietro Badoglio.
Alla conclusione della guerra d'Etiopia, assume, dal maggio 1936, il ruolo di vice governatore generale di Addis Abeba e poi, dal novembre 1936 al settembre 1938, di primo governatore civile di Addis Abeba; caldeggiò per primo la nascita di un piano regolatore per la città di Addis Abeba che vide poi la luce nel 1938.
Rientrato in Italia, a Roma, presso il Ministero dell'Africa Italiana, assume l'incarico di direttore generale del Personale fino al marzo 1940 e quindi di direttore generale della Colonizzazione e del Lavoro fino al 1944.
In pensione dal 1945, già membro dell'Accademia dei Georgofili dove ha tenuto conferenze, collabora con quotidiani e riviste (Mondo Agricolo, Giornale di Agricoltura, Affrica ed altri) con articoli sulla valorizzazione agraria delle colonie italiane.